# 傑戈冰原島峰
72°6′S 164°40′E / 72.100°S 164.667°E
傑戈冰原島峰（英語：Jago Nunataks），是南極洲的冰原島峰，位於維多利亞地的彭內爾海岸，海拔高度2,300米，處於尼爾山南端以東5公里，屬於康科德山脈的一部分，以新西蘭研究隊的地質學家命名，現時由南極條約體系管理。